# Człowiek z miasta
Człowiek z miasta – amerykańska tragikomedia z 2006 roku.

## Obsada
- Ben Affleck – Jack Giamoro
- Rebecca Romijn – Nina Giamoro
- John Cleese – dr Primkin
- Samuel Ball – Jimmy Dooley
- Mike Binder – Morty
- Erica Cerra – Sela
- Gina Gershon – Arlene Kreiner
- Adam Goldberg – Phil Balow
- Howard Hesseman – Ben Giamoro
- Bai Ling – Barbi Ling
- Jerry O’Connell – David Lilly
- Kal Penn – Alan Fineberg
- Amber Valletta – Brynn Lilly
- Damien Dante Wayans – Lucky Reynolds
- Laura Soltis – Barbara Giamoro
- Spencer Forbes – Anthony Giamoro
- Anysha Berthot – Leah
- Benjamin Ratner – dr Kevin Sands
- Brenda James – sędzia Ellen Masters

## Fabuła
Jack Giamoro jest szefem hollywoodzkiej agencji talentów. Ma piękną żonę, sukces i pieniądze. Jack zapisuje się także na kurs dziennikarstwa, gdzie otrzymuje jako pracę pisanie pamiętnika. Zapisuje w nim swoje przemyślenia i tajemnice, które nie powinny wyjść na jaw. Ale pewnego dnia wszystko zaczyna się sypać. Jego żona go zdradza, a pamiętnik zostaje skradziony przez dziennikarkę Barbi Ling, której zależy na ujawnieniu jego treści. Jack za wszelką cenę stara się go odzyskać.